# Bromid niobičný
Bromid niobičný je anorganická sloučenina se vzorcem Nb2Br10. Jedná se o diamagnetickou vínově červenou až černou krystalickou látku.

## Příprava
NbBr5 se připravuje přímým slučováním bromu s niobem při vysoké teplotě.

## Reakce
NbBr5 snadno hydrolyzuje.

## Struktura
Bromid niobičný vytváří dimer, který přijímá bioktaedrickou strukturu (dvě jednotky NbBr5 jsou spojeny v jednu molekulu). Pětimocné chloridy a jodidy niobu a tantalu mají stejnou strukturu. V molekule není vazba mezi niobovými atomy.